# ديفيد فانينج (عالم موسيقى)
ديفيد فانينج (بالإنجليزية: David Fanning)‏ هو عالم موسيقى بريطاني، ولد في 1955.

## وصلات خارجية
- ديفيد فانينج على موقع ميوزك برينز (الإنجليزية)
- ديفيد فانينج على موقع ديسكوغز (الإنجليزية)